# Paul Güssfeldt
Paul Güssfeldt ou Güßfeldt, né à Berlin le 14 octobre 1840 et mort le 18 janvier 1920, est un alpiniste, géographe, orientaliste, explorateur et écrivain allemand, qui a ouvert plusieurs voies intéressantes dans le massif du Mont-Blanc.

## Biographie
Très jeune, Güssfeldt pratique l'escalade dans la chaîne de la Bernina, où il met aussi à profit ses qualités de « glaciairiste ». Il pratique ensuite l'alpinisme dans la Bernina avec Hans Grass, les Alpes suisses avec Alexandre Burgener, le massif du Mont-Blanc avec Émile Rey, les Alpes du Dauphiné et la cordillère des Andes.

## Ascensions
- 1868 - Première ascension allemande du Cervin, avec Peter Knubel
- 1877 - Première ascension du pic principal du piz Scerscen, le 13 septembre
- 1878 - Première ascension de l'arête Nord dite Biancograt du  piz Bernina depuis le piz Bianco, le 2 août
- 1879 - Première ascension du Bonnet de Neige, sommet secondaire du piz Scerscen, le 15 septembre
- 1881 - Première ascension de l'arête nord-est de la barre des Écrins, le 18 juin, avec Alexandre Burgener
- 1883 - Découverte de la voie d'accès de l'Aconcagua jusqu'à 6 600 mètres
- 1887 - Première traversée du piz Scerscen
- 1891 - Première hivernale des Grandes Jorasses, le 21 janvier
- 1892 - Première traversée du couloir Güssfeldt, variante de l'itinéraire de l'éperon de la Brenva, le 16 août
- 1893 - Première ascension de l'arête de Peuterey, du 14 août au 17 août, avec Émile Rey, César Ollier et Christian Klucker

## Écrits
- In del Hochalpen (1886)
- Reise in den Anden von Chile und Aregentinien (1888)
- Der Mont-Blanc (1899)